# Aeronca 15 Sedan
Aeronca 15 Sedan — лёгкий четырёхместный самолёт общего назначения, выпускавшийся серийно в США компанией Aeronca Aircraft Inc с 1948 по 1951 год. За это время был выпущен 561 самолёт в различных модификациях.

## История
В связи с увеличивающимся спросом на семейные самолёты, в 1947 году Aeronca представила публике четырёхместный самолёт Aeronca 15 Sedan, являющийся дальнейшим усовершенствованием удачной модели Aeronca 11 Chief. Целью выпуска этих самолётов было дальнейшее закрепление на рынке семейных недорогих машин. Самолёт вышел на рынок одновременно с основными конкурентами: Piper PA-14 Family Cruiser от Piper Aircraft и Cessna 170 от Cessna.
В серийное производство самолёт поступил в 1948 году. Использовался как по прямому своему назначению, так и для работ в сельском хозяйстве. Также использовался для выполнения коммерческих рейсов. Мог садиться и взлетать с различных аэродромов, в том числе оборудованных короткими грунтовыми взлётно-посадочными полосами. Самолёт был оснащён 145-сильным двигателем Continental C-145-2, что позволяло развивать скорость до 193 км/ч. В дальнейшем мощность двигателя довели до 180 л.с., что позволило увеличить скорость до 224 км/ч.
В 1948 году самолёт продавался по цене от 4 795 долларов США.
На Aeronca Sedan было поставлено два рекорда продолжительности полёта.
15 марта 1949 года пилоты Билл Баррис и Дик Риедль вылетели из аэропорта города Фуллертон, Калифорния и направились в сторону Майами, Флорида. Над Майами самолёт кружил 14 суток. Запасы горючего и пищи пополнялись при пролёте на низкой высоте над ВПП аэропорта Майами — канистры с горючим и контейнеры с пищей подавались на борт с движущегося по полосе автомобиля. 11 апреля пилоты вернулись в Фуллертон, где продолжали свой полёт до 26 апреля, когда приземлились. Общая продолжительность полёта составила 1008 часов.
В том же 1949 году, 24 августа, пилоты Вуди Джонгевард и Боб Вудхауз, вылетели из аэропорта Юма, Аризона, и оставались в воздухе, не покидая пределов штата, до 10 октября. Продолжительность полёта составила 1124 часа. В 1997 году самолёт, на котором был установлен рекорд был найден. К 1999 году его привели в рабочее состояние и 10 октября установили в качестве памятника в честь 50-й годовщины полёта.
В 1951 году Aeronca свернула производство самолётов всех типов, переориентировавшись на разработку и поставки деталей для таких авиагигантов, как Boeing, Lockheed и другие, чем и занимается до сих пор. Конвейер, производящий детали для Aeronca 15 Sedan был остановлен в 1950 году, однако сборка этих самолётов продолжалась. 23 октября 1951 года ворота Aeronca покинул последний проданный самолёт — это был Aeronca 15 Sedan.
До 1991 года права на Sedan оставались за Aeronca. В 1991 году они были проданы Вильяму Барду Митчелл и Сандре Митчелл, которые в 2000 году перепродали их Барлу Роджерсу, основателю компании Burl's Aircraft Rebuild, которая занялась производством деталей для этих самолётов. С 21 февраля 2008 года компания запустила в производство «под заказ» обновлённые фюзеляжи для Aeronca Sedan.
Самый первый выпущенный Aeronca Sedan имел бортовой номер N1000H. В настоящее время находится в годном к полёту состоянии в собственности у Скотта и Джоанн Мамм, фермеров из Бродхеда, штат Висконсин.
Также в годном к полётам состоянии остаются более 200 самолётов Aeronca Sedan только в США и Канаде.

## Конструкция
Самолёт построен по схеме высокоплана. Фюзеляж формировался из алюминиевых труб и балок, обтянутых просмоленной прочной тканью. Крылья имеют ячеистую структуру. Полностью собраны на основе металлических конструкций, обшитых листовым металлом.
Шасси неубираемые, с управляемым хвостовым колесом. Кабина полностью остеклена, имеет обогрев и освещение. Пилот и пассажиры располагаются по-двое друг за другом, формируя салон типа седан, от которого самолёт и получил своё название. По одной входной двери расположено с каждого борта.
Винт двухлопастной, установлен в передней части фюзеляжа. Шаг винта неизменяемый.

## Лётно-технические характеристики
Источник данных: Уголок неба

Технические характеристики
- Экипаж: 1 чел.
- Пассажировместимость: 3 чел.
- Длина: 7,70 м
- Размах крыла: 11,40 м
- Высота: 3,10 м
- Площадь крыла: 18,60 м²
- Масса пустого: 531 кг
- Максимальная взлётная масса: 930 кг
- Силовая установка: 1 × ПД Continental C-145-2
- Мощность двигателей: 1 × 145 кВт

Лётные характеристики
- Максимальная скорость: 193 км/ч
- Крейсерская скорость: 169 км/ч
- Практическая дальность: 644 км
- Практический потолок: 3780 км

## Модификации
Изначально Aeronca заявила две модификации самолёта
- Aeronca 15AC Sedan — базовая модификация с двигателем Continental C-145-2
- Aeronca S15AC Sedan — версия гидросамолёта

Однако за 4 года самолёт претерпел как минимум три серьёзные модификации. Выпускались версии со следующими двигателями:
- Continental O-300-A — 145 л.с.
- Franklin 6A4-165-B3 — 165 л.с.
- Franklin 6A4-150-B3 — 150 л.с.

Всего же, согласно данным Федеральной администрации по авиации самолёт в общей сложности получил сертификаты на более чем 50 модификаций (Supplemental Type Certificate).
В настоящее время Burl’s Aircraft Rebuild заменяет выработавшие свой ресурс моторы самолётов Aeronca Sedan и
устанавливает на них двигатели Lycoming O-360-A1A мощностью 180 л.с.